# Aillas
Aillas (prononcé [ajas]), Alhàs en gascon est une commune du Sud-Ouest de la France, située dans le département de la Gironde, en région Nouvelle-Aquitaine.

## Géographie

### Localisation
La commune d'Aillas se situe  dans la Haute-Lande-Girondine sur la Bassanne, en limite du Lot-et-Garonne, à 64 km au sud-est de Bordeaux, chef-lieu du département, à 19 km au sud-est de Langon, chef-lieu d'arrondissement et à 7 km à l'est d'Auros, ancien chef-lieu de canton.

### Communes limitrophes
Les communes limitrophes en sont Noaillac au nord-nord-est, Saint-Sauveur-de-Meilhan au nord-est (commune lot-et-garonnaise), Sigalens à l'est, Labescau au sud, Lados au sud-ouest, Berthez à l'ouest, Savignac au nord-ouest, Pondaurat au nord-nord-ouest et Loupiac-de-la-Réole au nord.
| Pondaurat Savignac | Loupiac-de-la-Réole | Noaillac Saint-Sauveur-de-Meilhan (Lot-et-Garonne) |
| Berthez            | Aillas              | Sigalens                                           |
| Lados              | Labescau            |                                                    |

### Hydrographie
La commune est traversée par le Lisos dans sa partie est et par la Bassanne dans la partie ouest, tous deux affluents de la Garonne.

### Climat
Pour des articles plus généraux, voir Climat de la Nouvelle-Aquitaine et Climat de la Gironde.
Historiquement, la commune est exposée à un climat océanique aquitain.  
En 2020, Météo-France publie une typologie des climats de la France métropolitaine dans laquelle la commune est exposée à un climat océanique et est dans la région climatique Aquitaine, Gascogne, caractérisée par une pluviométrie abondante au printemps, modérée en automne, un faible ensoleillement au printemps, un été chaud (19,5 °C), des vents faibles, des brouillards fréquents en automne et en hiver et des orages fréquents en été (15 à 20 jours).
Pour la période 1971-2000, la température annuelle moyenne est de 12,8 °C, avec une amplitude thermique annuelle de 14,4 °C. Le cumul annuel moyen de précipitations est de 835 mm, avec 11,4 jours de précipitations en janvier et 6,7 jours en juillet. Pour la période 1991-2020, la température moyenne annuelle observée sur la station météorologique la plus proche, située sur la commune de Cazats à 11 km à vol d'oiseau, est de 13,7 °C et le cumul annuel moyen de précipitations est de 825,5 mm,. Pour l'avenir, les paramètres climatiques de la commune estimés pour 2050 selon différents scénarios d'émission de gaz à effet de serre sont consultables sur un site dédié publié par Météo-France en novembre 2022.

## Urbanisme

### Typologie
Au 1er janvier 2024, Aillas est catégorisée commune rurale à habitat très dispersé, selon la nouvelle grille communale de densité à sept niveaux définie par l'Insee en 2022.
Elle est située hors unité urbaine et hors attraction des villes,.

### Occupation des sols

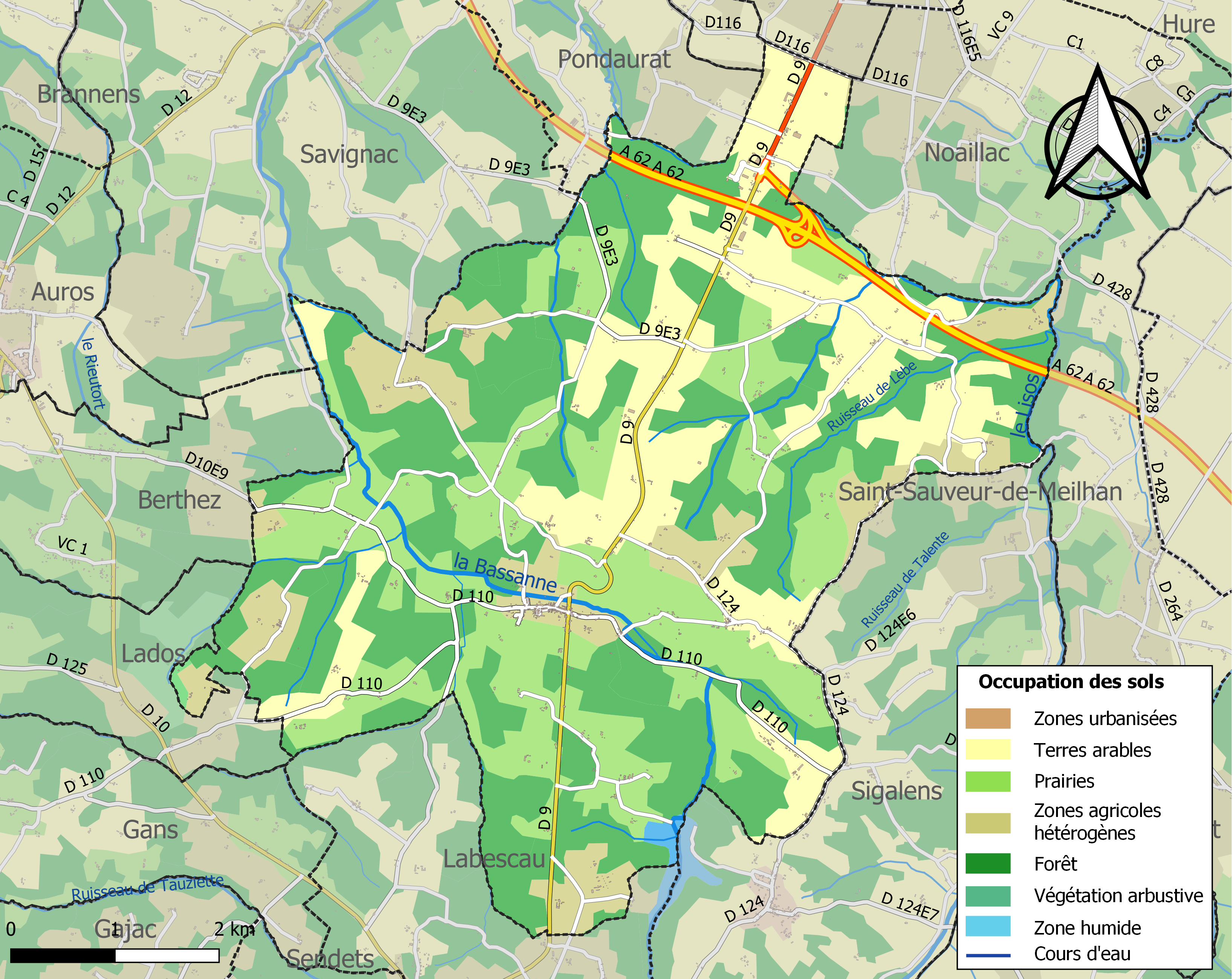
Carte des infrastructures et de l'occupation des sols de la commune en 2018 (CLC).

L'occupation des sols de la commune, telle qu'elle ressort de la base de données européenne d’occupation biophysique des sols Corine Land Cover (CLC), est marquée par l'importance des territoires agricoles (59,8 % en 2018), une proportion sensiblement équivalente à celle de 1990 (59,1 %). La répartition détaillée en 2018 est la suivante : 
forêts (39,8 %), prairies (26,4 %), terres arables (22,7 %), zones agricoles hétérogènes (10,8 %), eaux continentales (0,3 %), milieux à végétation arbustive et/ou herbacée (0,1 %). L'évolution de l’occupation des sols de la commune et de ses infrastructures peut être observée sur les différentes représentations cartographiques du territoire : la carte de Cassini (XVIIIe siècle), la carte d'état-major (1820-1866) et les cartes ou photos aériennes de l'IGN pour la période actuelle (1950 à aujourd'hui).

### Voies de communication et transports
Les principales voies de communication routières qui traversent la commune sont, d'une part, la route départementale D 9, qui mène vers le nord à La Réole et vers le sud-ouest à Bazas, et d'autre part, la route départementale D 110, qui conduit vers le sud-ouest à Gans et au-delà à la  route départementale D 9 et Bazas et, vers l'est, en direction de Sigalens.
L'accès no 4, dit de La Réole, à l'autoroute A62 (Bordeaux-Toulouse) se situe sur le territoire communal et est distant de 5 km du bourg vers le nord.

L'accès no 1, dit de Bazas, à l'autoroute A65 (Langon-Pau) se situe à 17 km vers l'ouest-sud-ouest.
La gare SNCF la plus proche est celle de La Réole, distante de 14 km, sur la ligne Bordeaux-Sète du TER Nouvelle-Aquitaine.

### Risques majeurs
Le territoire de la commune d'Aillas est vulnérable à différents aléas naturels : météorologiques (tempête, orage, neige, grand froid, canicule ou sécheresse), inondations, feux de forêts et séisme (sismicité très faible). Un site publié par le BRGM permet d'évaluer simplement et rapidement les risques d'un bien localisé soit par son adresse soit par le numéro de sa parcelle.
La commune a été reconnue en état de catastrophe naturelle au titre des dommages causés par les inondations et coulées de boue survenues en 1982, 1994, 1999 et 2009,.
Aillas est exposée au risque de feu de forêt. Depuis le 20 avril 2016, les départements de la Gironde, des Landes et de Lot-et-Garonne disposent d’un règlement interdépartemental de protection de la forêt contre les incendies. Ce règlement vise à mieux prévenir les incendies de forêt, à faciliter les interventions des services et à limiter les conséquences, que ce soit par le débroussaillement, la limitation de l’apport du feu ou la réglementation des activités en forêt. Il définit en particulier cinq niveaux de vigilance croissants auxquels sont associés différentes mesures,.

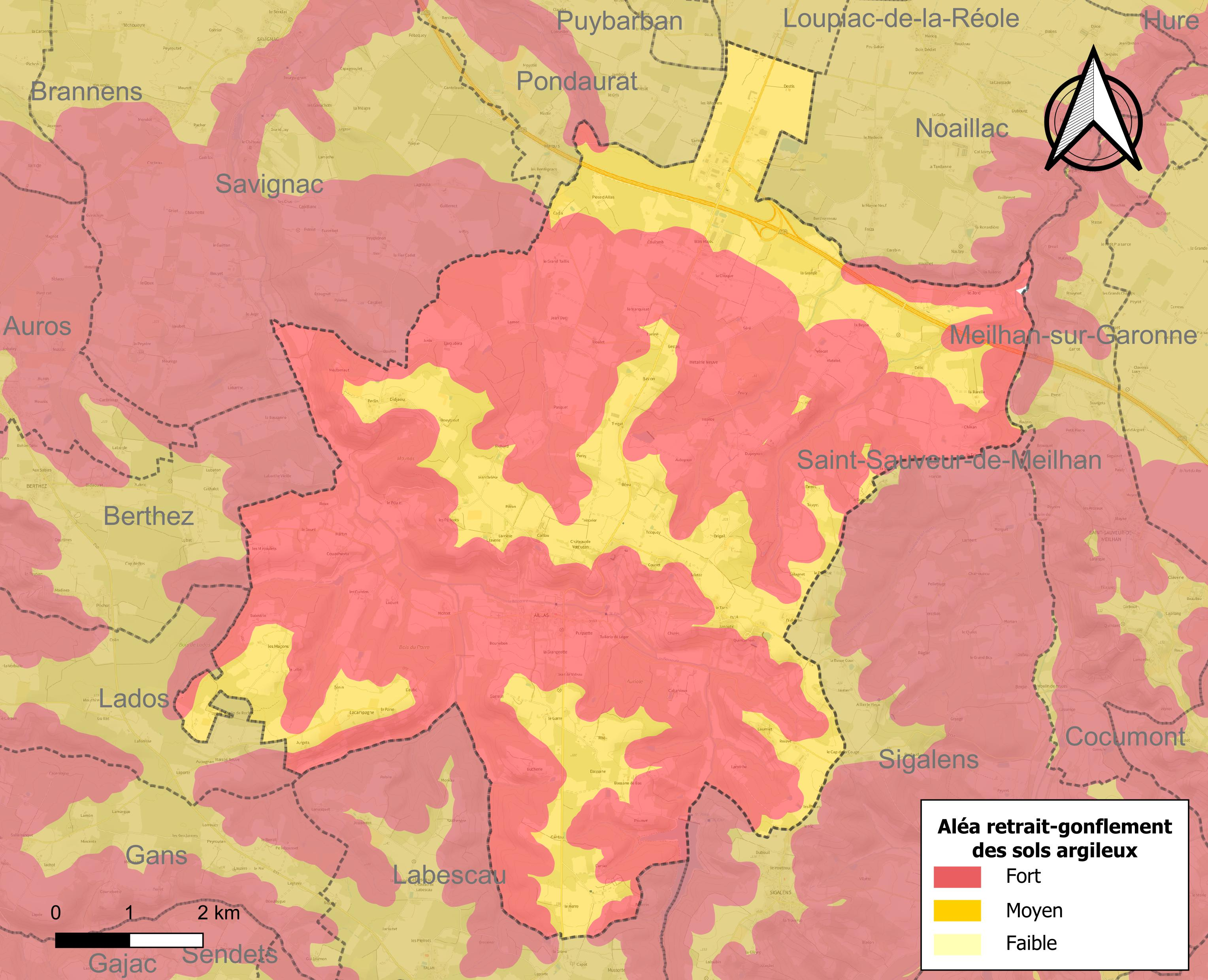
Carte des zones d'aléa retrait-gonflement des sols argileux d'Aillas.

Le retrait-gonflement des sols argileux est susceptible d'engendrer des dommages importants aux bâtiments en cas d’alternance de périodes de sécheresse et de pluie. La totalité de la commune est en aléa moyen ou fort (67,4 % au niveau départemental et 48,5 % au niveau national). Sur les 407 bâtiments dénombrés sur la commune en 2019, 407 sont en aléa moyen ou fort, soit 100 %, à comparer aux 84 % au niveau départemental et 54 % au niveau national. Une cartographie de l'exposition du territoire national au retrait gonflement des sols argileux est disponible sur le site du BRGM,.
Par ailleurs, afin de mieux appréhender le risque d’affaissement de terrain, l'inventaire national des cavités souterraines permet de localiser celles situées sur la commune.
Concernant les mouvements de terrains, la commune a été reconnue en état de catastrophe naturelle au titre des dommages causés par la sécheresse en 2003, 2011 et 2015 et par des mouvements de terrain en 1999.

## Toponymie
Une tradition attribue la fondation du bourg au chef wisigoth Waillas. Une autre version donne, comme étymologie pour la commune, le nom latin Aliaceus ou Alliaceus composé d'un nom  d'homme Alius et du suffixe -aceus et devenu Ailas au XIIIe siècle,. Le mot gascon aligès signifiant « bourbier » est aussi évoqué.
En gascon, le nom de la commune est Alhàs.

## Histoire
Le pays d'Aillas, Pagus Aliardensis, est répertorié comme un pays de l'ancienne Gaule dont Aillas-le-Vieux était le chef-lieu.
Aillas forme dès 1341 une seigneurie qui appartint à la maison d'Albret. Henri IV en hérite à la mort de sa mère et cette vicomté d'Aillas incluse dans le duché d'Albret devient apanage de la couronne. En 1653, sous Louis XIV, ledit duché est échangé contre la principauté de Sedan appartenant au duc de Bouillon,.
À la Révolution, la paroisse Notre-Dame d'Aillas (ou du Grand-Aillas) et son annexe, Saint-Martin d'Aillas-le-Vieux, les paroisses Saint-Martin de Monclaris et Saint-Pierre de Sigalens forment la commune d'Aillas. En l'an III (1794-1795), la commune d'Aillas est démembrée pour former la commune de Labescau (sans église). En 1851, la commune d'Aillas est démembrée de ses sections d'Aillas-le-Vieux, Monclaris et Sigalens pour former la commune de Sigalens,.

## Politique et administration

### Liste des maires
| Période                                  | Période         | Identité            | Étiquette   | Qualité            |
| ---------------------------------------- | --------------- | ------------------- | ----------- | ------------------ |
| ca 1889                                  |                 | Étienne de Gascq    | Monarchiste | Conseiller général |
|                                          |                 | …                   |             |                    |
| ca 1945                                  |                 | Albert Sarrazin     | Rad.        | Conseiller général |
|                                          |                 | …                   |             |                    |
| 1995                                     | 2008            | Claude Joseph       | DVG         |                    |
| 2008                                     | 2014            | Serge Bezos         |             |                    |
| 2014                                     | 22 février 2018 | Jean-Michel Léglise |             | Retraité           |
| 2018                                     | En cours        | André-Marc Barnett  |             | Médecin            |
| Les données manquantes sont à compléter. |                 |                     |             |                    |

### Intercommunalité
Le 1er janvier 2014, la communauté de communes du Pays d'Auros ayant été supprimée, la commune d'Aillas s'est retrouvée intégrée à la communauté de communes du Réolais en Sud Gironde siégeant à La Réole.

En matière de développement socio-économique, la commune est adhérente, à l'instar des anciennes communes de la CC du Pays d'Auros, du syndicat mixte du Pays des Rives de Garonne.

## Démographie
Les habitants sont appelés les Aillassais.
L'évolution du nombre d'habitants est connue à travers les recensements de la population effectués dans la commune depuis 1793. Pour les communes de moins de 10 000 habitants, une enquête de recensement portant sur toute la population est réalisée tous les cinq ans, les populations de référence des années intermédiaires étant quant à elles estimées par interpolation ou extrapolation. Pour la commune, le premier recensement exhaustif entrant dans le cadre du nouveau dispositif a été réalisé en 2007.

En 2022, la commune comptait 804 habitants, en évolution de −1,59 % par rapport à 2016 (Gironde : +6,91 %, France hors Mayotte : +2,11 %).
| 1793  | 1800  | 1806  | 1821 | 1831  | 1836  | 1841  | 1846  | 1851  |
| ----- | ----- | ----- | ---- | ----- | ----- | ----- | ----- | ----- |
| 1 717 | 1 883 | 1 823 | 551  | 2 016 | 1 944 | 1 988 | 1 953 | 1 318 |

| 1856  | 1861  | 1866  | 1872  | 1876  | 1881  | 1886  | 1891  | 1896  |
| ----- | ----- | ----- | ----- | ----- | ----- | ----- | ----- | ----- |
| 1 402 | 1 468 | 1 456 | 1 366 | 1 399 | 1 454 | 1 461 | 1 482 | 1 451 |

| 1901  | 1906  | 1911  | 1921  | 1926  | 1931  | 1936  | 1946  | 1954  |
| ----- | ----- | ----- | ----- | ----- | ----- | ----- | ----- | ----- |
| 1 360 | 1 375 | 1 267 | 1 176 | 1 180 | 1 122 | 1 158 | 1 176 | 1 107 |

| 1962  | 1968 | 1975 | 1982 | 1990 | 1999 | 2006 | 2007 | 2012 |
| ----- | ---- | ---- | ---- | ---- | ---- | ---- | ---- | ---- |
| 1 049 | 939  | 790  | 690  | 656  | 668  | 724  | 732  | 792  |

| 2017 | 2022 | - | - | - | - | - | - | - |
| ---- | ---- | - | - | - | - | - | - | - |
| 822  | 804  | - | - | - | - | - | - | - |

## Vie économique
La commune abrite un cabinet médical de trois médecins, un cabinet d'infirmiers, un cabinet de masso-kinésithérapie, une épicerie-tabac, un café-restaurant et un salon de coiffure.

## Culture locale et patrimoine

### Lieux et monuments
- L'église Notre-Dame, de style roman, construite au XIIe siècle, propriété de l'ordre des Templiers, avait la forme d'une croix latine, se composant d'une nef unique, d'un transept surmonté d'un clocher à sa croisée, d'une abside et de deux absidioles. Elle a été restaurée et agrandie au XIXe siècle (dont le clocher carré exhaussé en 1845) mais a conservé sa superbe façade de style roman. Elle est protégée et inscrite aux monuments historiques depuis 2004[36]. Des images anciennes de l'église sont disponibles sur la base Mémoire[37].

Sur la façade, dans les arcatures de droite, un petit bas-relief montre deux pèlerins en bliaud munis de bâtons sur la route de Compostelle (cf. infra, image dans la galerie).
Le clocher contient cinq cloches qui forment un très beau carillon. L'une d'elles est de 1526, l'autre de 1538. Ces deux cloches sont classées depuis 1942.
- Le château d'Aillas ne subsiste qu'à l'état de ruines qui ont été classées MH en 1886[40].
- Le château des Péricots domine la vallée de la Bassanne et le village. Son origine remonte au XVIIIe siècle (1717), construit par Bernard de Gascq, seigneur de la Roche, pour sa jeune épouse Isabeau de Lamouroux. Vendu comme bien national à la Révolution, il a été racheté vers 1800 par la famille de Gascq. Il a été rehaussé de deux tours au XIXe siècle[38]. Il connut une période d'abandon des années 1950 à 1987, date à laquelle il fut racheté et restauré par la famille de Bueger. Il n'est pas classé MH.
- Le château de Verduzan (1670-1865), ancienne résidence de la famille de La Vaissière de Verduzan.

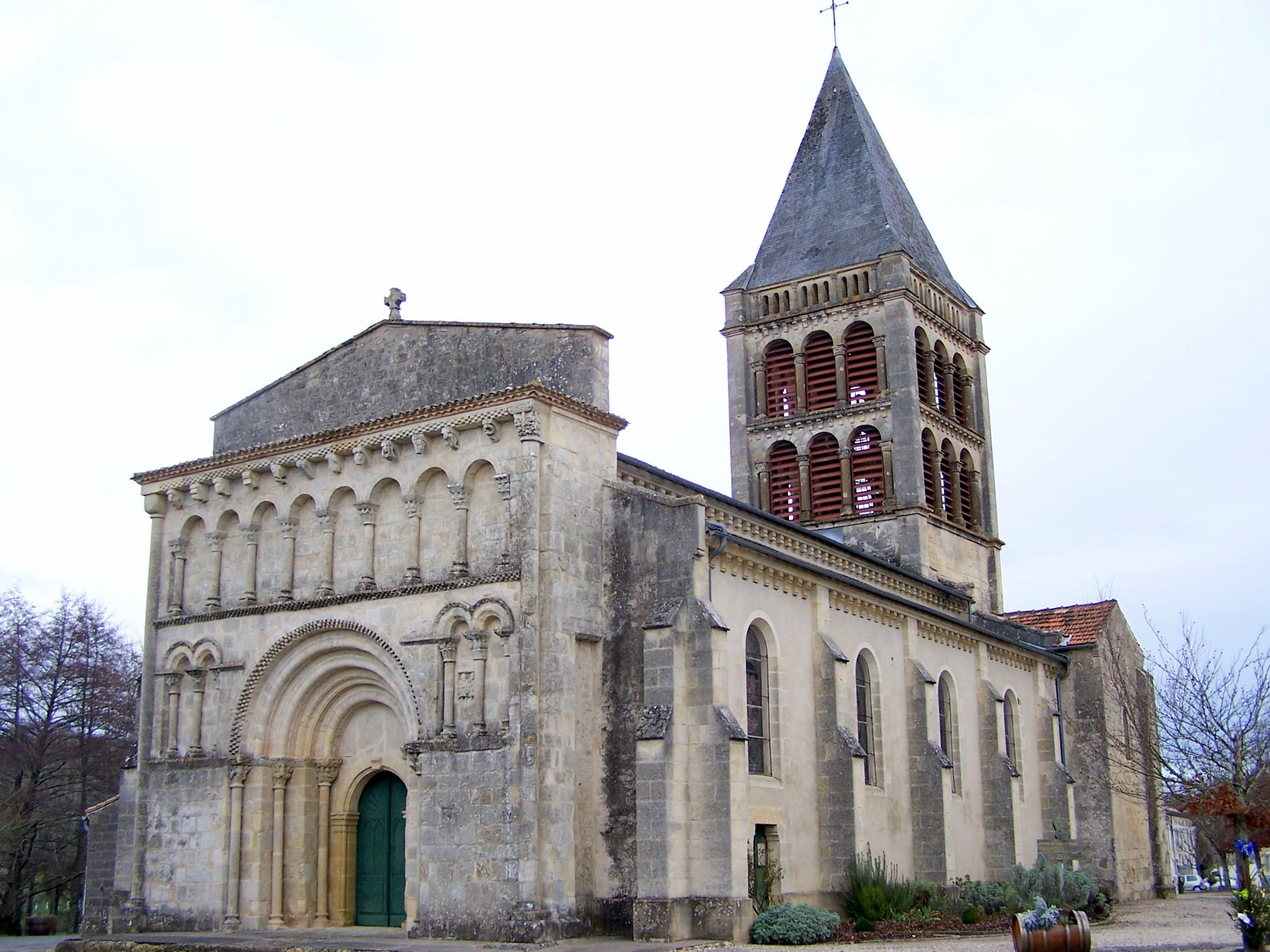
L'église Notre-Dame (décembre 2009).
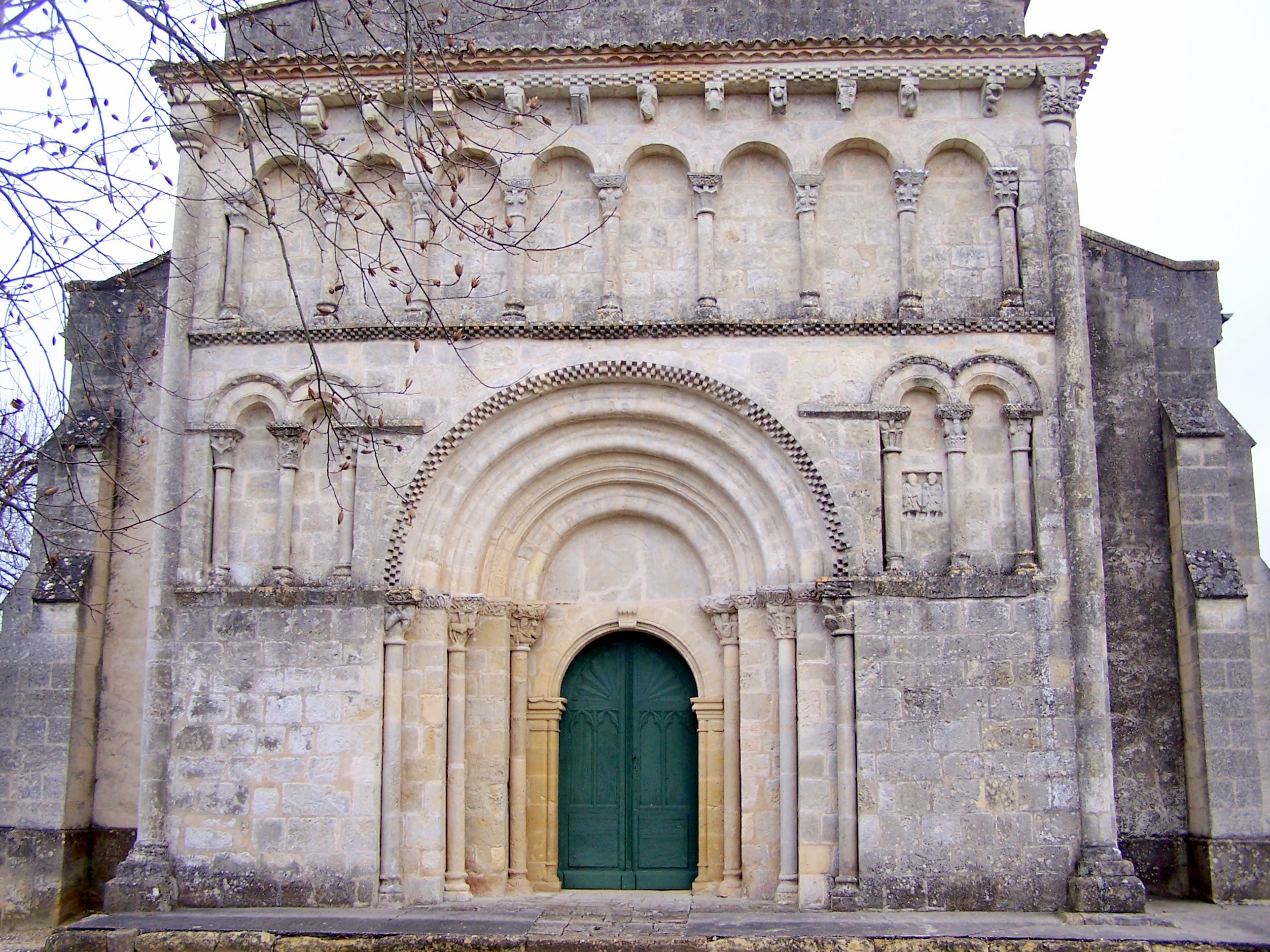
La façade occidentale de l'église Notre-Dame (décembre 2009).
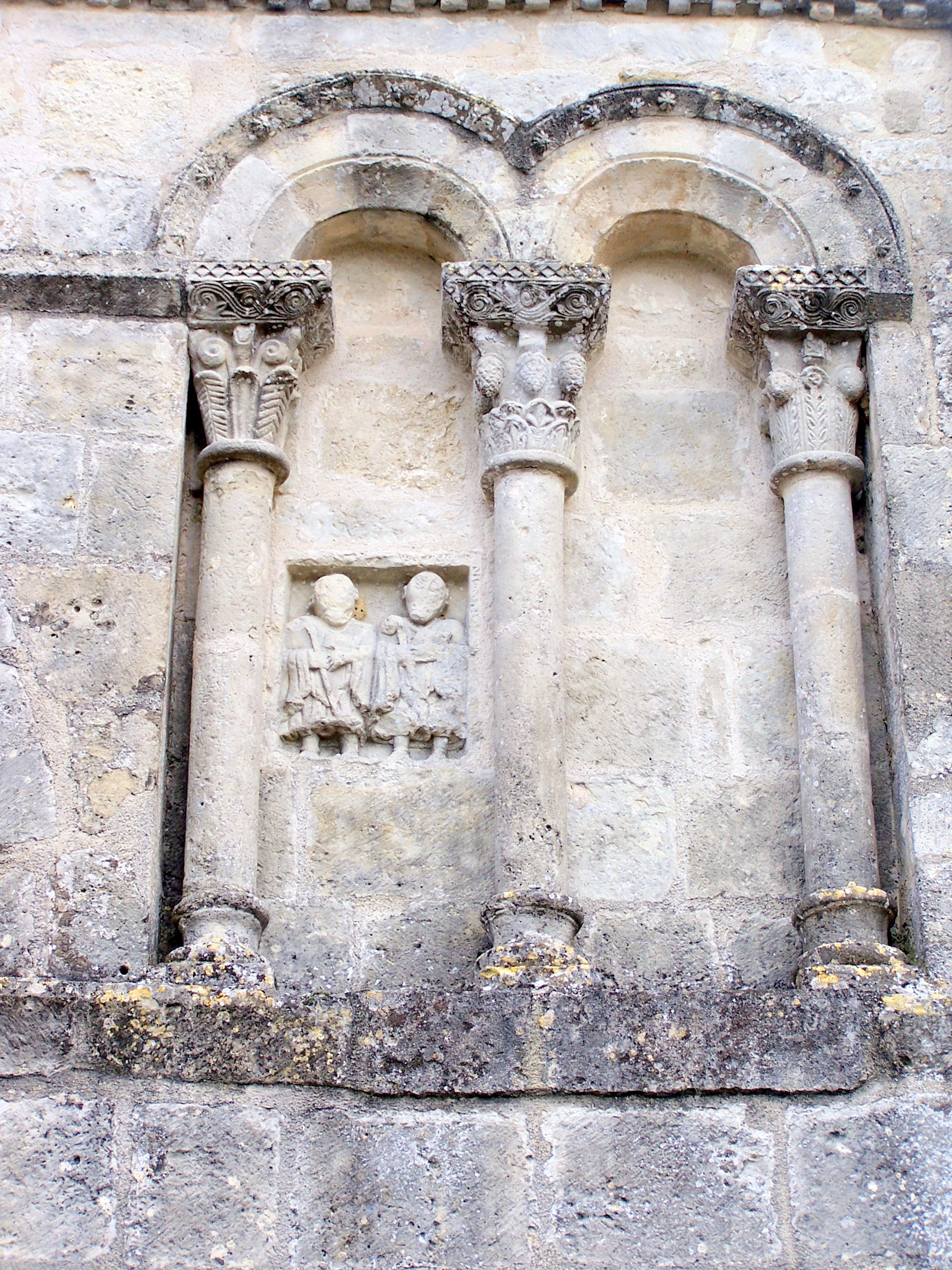
Les arcatures et la sculpture de pèlerins (décembre 2009).
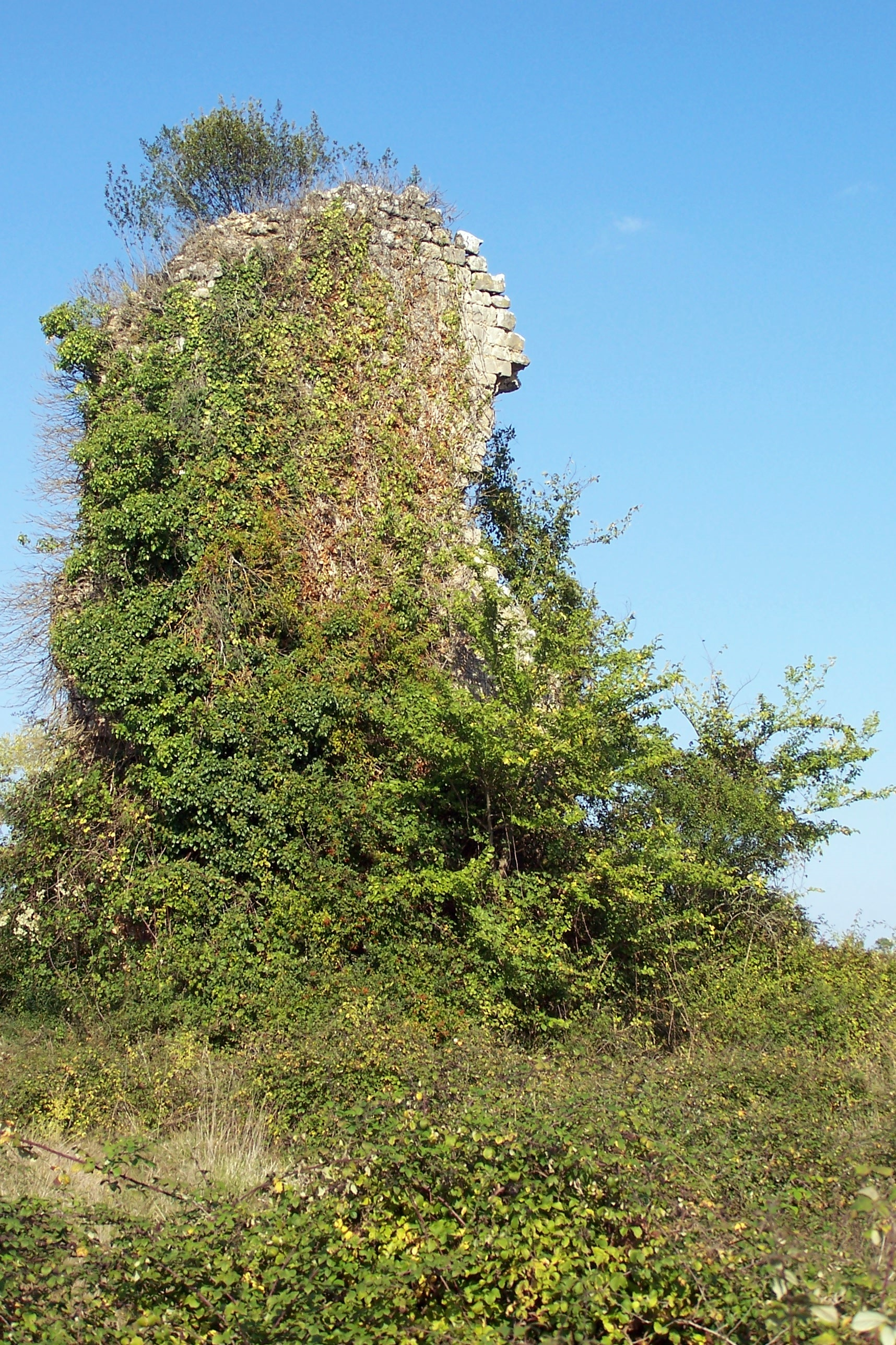
Vestiges du château (septembre 2011).
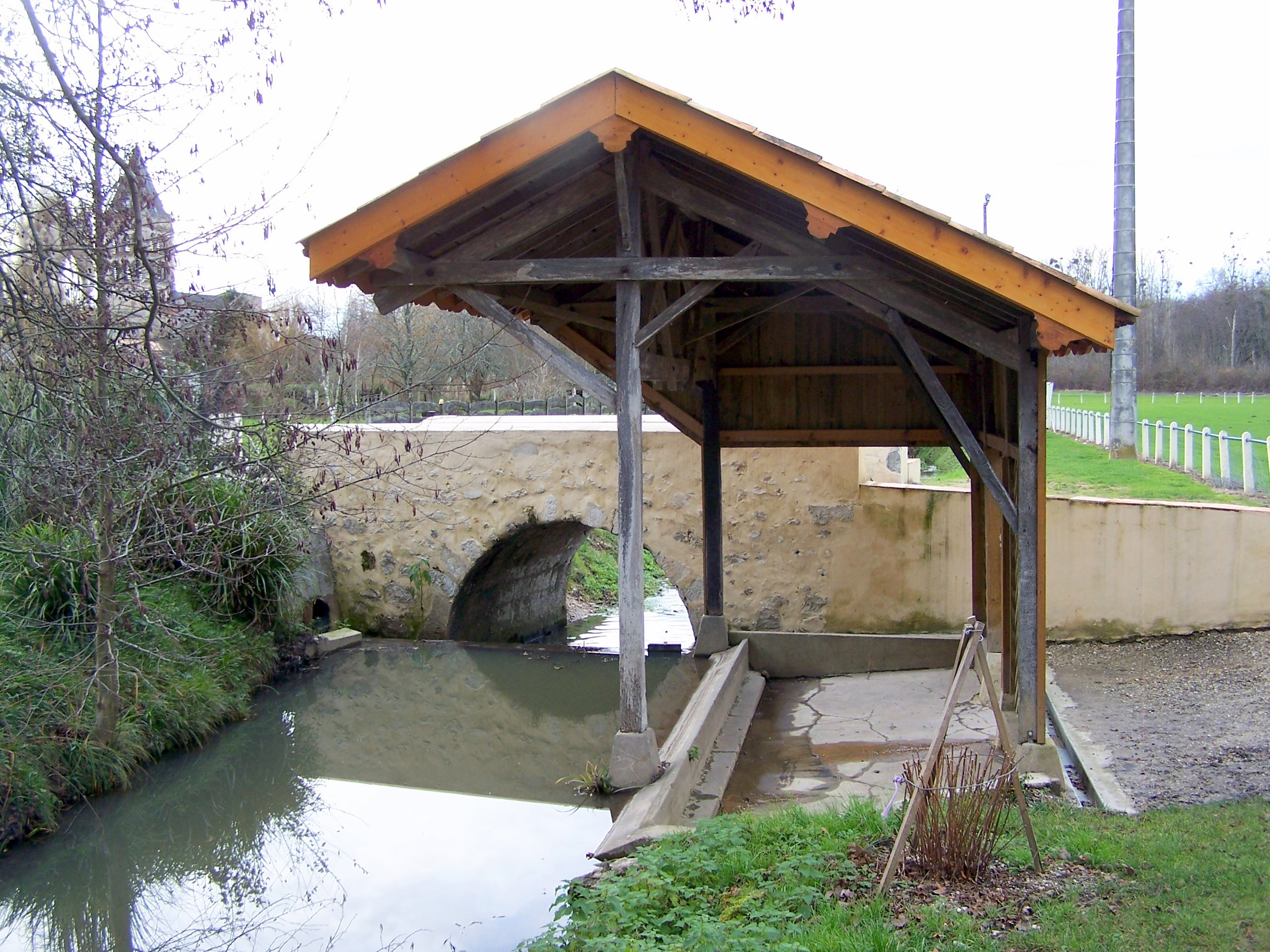
Lavoir sur la Bassanne (décembre 2009).
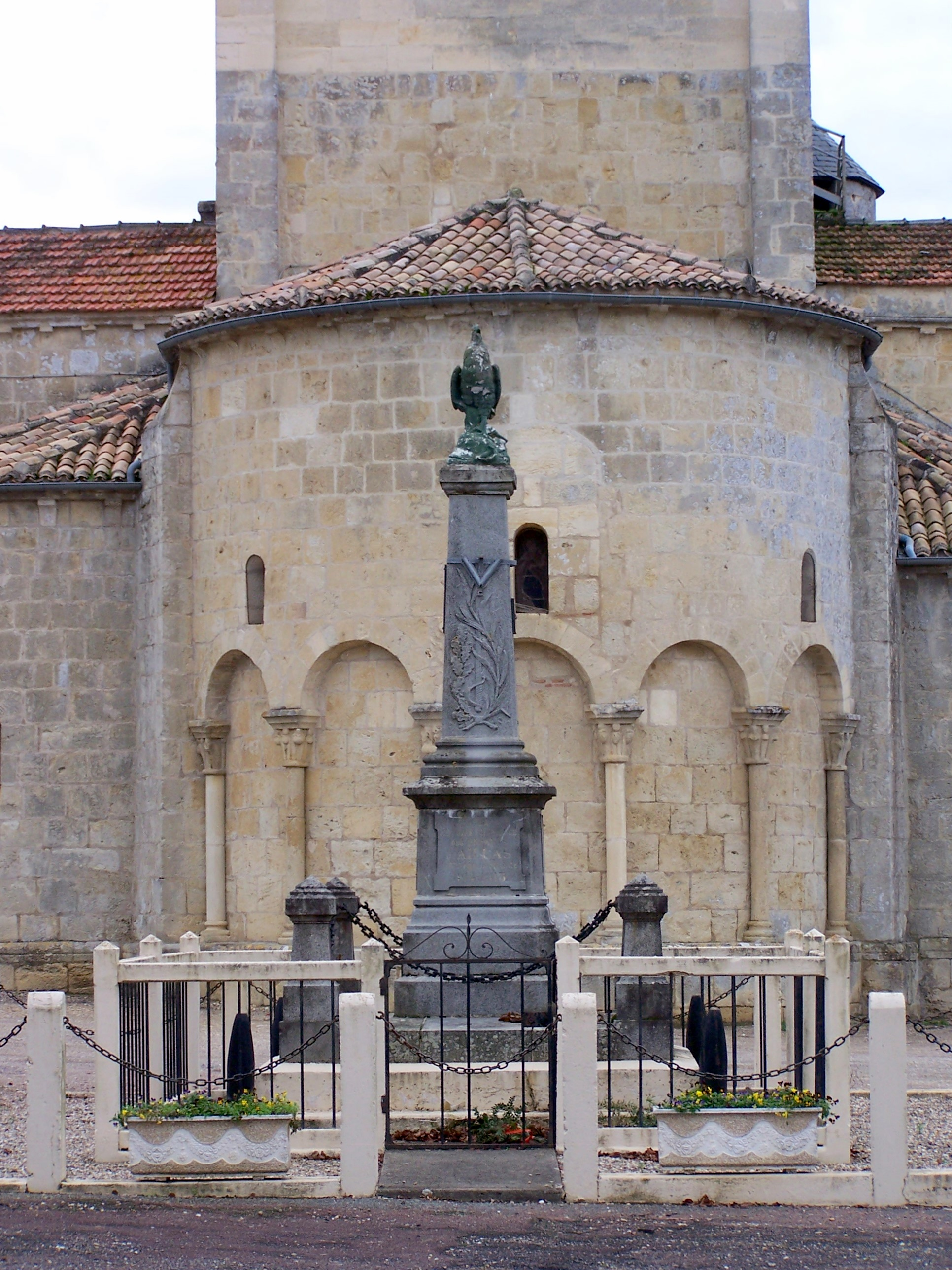
Le monument aux morts derrière l'église (décembre 2009).

### Personnalités liées à la commune
- Hyacinthe de Lavaissière, seigneur de Verduzan, (1753-1834), officier au régiment des Gardes Françaises, chevalier de l'ordre royal de Saint-Louis.
- Alfred Laroze (1834-1913), propriétaire à Aillas, député de la circonscription de Bazas puis sous-secrétaire d'État à l'Intérieur.
- Henri Lorin (1866-1932), propriétaire à Aillas, géographe et sociologue français, député de la Gironde.
- Martine Faure (1948), conseillère municipale d'Aillas (2001-2008), vice-présidente du conseil général de Gironde (1998-2008), présidente de la communauté de communes du Pays d'Auros (2001-2008), député de la 9e circonscription circonscription de la Gironde de 2007 à 2012 puis de la 12e circonscription de 2012 à 2017.

## Héraldique
| Blason à dessiner | Blason  | De gueules à saint Pierre et saint Paul en chef, tous deux de carnation, vêtus d'or et tenant le premier une clé et un livre et de second une épée et un livre, tous d'argent, et d'une brebis passant du même en pointe. |
| Blason à dessiner | Détails | Le statut officiel du blason reste à déterminer. |